# حطين (دير الزور)
حطين قرية سورية تتبع ناحية البصيرة في منطقة مركز دير الزور في محافظة دير الزور. بلغ عدد سكانها 1291 نسمة في عام 2004 حسب إحصاء المكتب المركزي للإحصاء.